# Комаровичи (Чериковский район)
Комаро́вичи (бел. Камаровічы) — бывшая деревня в Речицком сельсовете Чериковского района Могилёвской области Белоруссии. Как административная единица утратила свой статус в 2002 году, вследствие загрязнения территории после Чернобыльской катастрофы и отселения жителей. На месте деревни в 2006 году установлен мемориальный знак. По состоянию на 1989 год деревня насчитывала 121 семью, 312 человек.

## География
Деревня Комаровичи находится в 104 км к юго-востоку от Могилёва, 19 км от Черикова, 24 км от ж/д станции Кричев на линии Орша-Климовичи.
На юго-западе протекает река Волчас (приток реки Сож), на левом берегу которой и расположена деревня. Через деревню протекает приток реки Волчас — речка Яленка.
Транспортные связи по местной дороге через деревню Речица и дальше по шоссе Чериков-Кричев.
На территории деревни находятся два озера. На въезде в деревню предупредительный знак «Радиационная опасность. Въезд и вход запрещён».

## История

### До революции
В полукилометре на юг от бывшей деревни находится раннее городище железного века, что является свидетельством о заселении этих мест ещё в глубокой древности.
Деревня Комаровичи известна с XVI века как государственное село Кричевского староства Мстиславского воеводства. В 1568 году село находилось в Кричевской волости, в государственной собственности. В 1604 году — село Кричевской державы.
Владельцем имения Комаровичи в 1660 году был Казимир Грушецкий (из белорусской линии шляхетского и дворянского рода Грушецких). Казимир Грушецкий проживал в Мстиславском воеводстве и владел там «по предшественниках своих наследственным имением Комаровичами», полученным по наследству. 13 декабря 1660 г. Казимир Грушецкий доказывал своё владение частью имения Комаровичи квитанцией об уплате подымной подати. От Казимира пошли потомки, которые в XIX веке проживали в Копыском, Могилёвском и Чауском поветах.
По состоянию на 1676, 1747 гг. деревня Комаровичи входила в состав Полевой волости (войтовства) Кричевского староства. О Комаровичах имеется упоминание в «Могилёвской хронике» (письменном памятнике первой половины XVIII в.), в которой сообщается, что «в 1681 г., перед Пятидесятницей, в Комаровичах, под Кричевом, были сильные грозы, погибло 113 голов рогатого скота».
В 1709 году из 40 волок земли 34 пустовали. В 1747 году в деревне было 37 дворов, действовала церковь, корчма, мельница.
В 1770 г. Грушецкие продали имение Комаровичи князю Г. А. Потёмкину. Примечательно то, что Комаровичи он купил за 2 года до вхождения этих мест в состав Российской империи. После вхождения Белоруссии в состав Российской империи Екатерина II подарила Потёмкину земли вокруг г. Кричева (Кричевское графство). В эти же земли, вероятно, вошли и Комаровичи, расположенные посередине между Чериковом и Кричевом.
После Первого раздела Речи Посполитой (1772 год) — деревня в составе Российской империи, и принадлежала уже В. Г. Голынской.
В 1779 году — в Кричевском старостве Чериковского повета, 32 двора, 332 жителя, в собственности помещика. В деревне имелась деревянная церковь, водяная мельница, сукновальня. В 1816 году — в деревне 64 двора, 405 жителей. В 1880 — 65 дворов, 383 жителя; кроме земледелия селяне занимались портняжьим, бондарским, и кузнецким промыслами.
В середине XIX века имением Комаровичи (Komorowicze) владел, вместе с другими деревнями, Михаил-Александр Голынский (пол. Michał aleksander Hołyński, род. 7.10.1852 г.) — из рода Голынских герба Клямры, судья уездного суда в Черикове, товарищ председателя общества вспомоществования нуждающимся детям потомственных дворян в Черикове, член совета сельхозобщества в Черикове. В 1867—1872 гг. земельный надел Комаровичи (Чериковского уезда), принадлежавший Михаилу Ивановичу и Софье Ивановне Голынским, был выкуплен временнообязанными крестьянами.
В 1962 году в деревне была открыта школа (народное училище), для которой в том же году было построено помещение. В 1889 году в школе обучались 31 мальчик и 3 девочки, в 1907 — 69 мальчиков и 6 девочек; действовала библиотека.
В 1879 году деревня — центр волости в Чериковском повете; было 79 дворо, 581 житель. Имелись хлебозапасной магазин, церковь, дом опеки, корчма. Отдельно был питейный дом (из 8-ми дворов, 31 житель).
В 1905 году была открыта казённая винная лавка. В 1909 году было 88 дворов, 700 жителей.

### После революции
С 17 июля 1924 года — деревня в составе Чериковского района Калининской округи.
В деревне была организована на базе дореволюционной школы — рабочая школа 1-й ступени, в которой в 1925 году обучалось 58 учеников. Действовал пункт ликвидации неграмотности среди взрослых, дом-читальня и библиотека.
В 1926 году начал действовать фельдшерско-акушерский пункт.
С 9 июня 1927 по 26 июля 1930 — в Могилёвской округе. В 1931 организован колхоз «Страна Советов», работала кузня, водяная мельница, на которой в 1938 году была смонтирована установка по производству электроэнергии для нужд колхозов «6-й съезд Советов» и «Страна Советов».
С 20 февраля 1938 года — в Могилёвской области. В 1940 году — 72 двора, 220 жителей.

### Во время Великой Отечественной войны
В годы Великой Отечественной войны, с июля 1941 года по 30 сентября 1943 года, деревня была оккупирована немецко-фашистскими захватчиками. В сентябре 1943 года фашисты спалили 70 дворов. На фронте воевали 120 жителей деревни, 25 из них погибли.

### Послевоенный период, наше время
После войны деревню отстроили. В братской могиле, что находится в центре деревни, похоронены советские воины, погибшие в 1941—1945 годах.
В 1953 году в деревне был построен радиоузел, а деревня была радиофицирована. В 1956 году — электрифицирована.
С 16 сентября 1959 года — в Кричевском районе. С 25 декабря 1962 года — в Краснопольском районе. С 6 января 1965 года — снова в Кричевском районе. С 30 июля 1966 года — в Чериковском районе.
В 1975 году, Белорусским научно-исследовательским институтом по строительству, был разработан генеральный план застройки деревни. Планировка состояла из главной криволенейной улицы, ориентированной с юго-востока на северо-запад, которую пересекала река Яленка. К этой улице под прямым углом присоединялись 3 прямолинейные улицы. Застройка двухсторонняя, неплотно, преимущественно домами усадебного типа. На юге и западе был хозяйственный сектор.
В 1989 году — в деревне было 121 хозяйство, 312 жителей, комплекс крупно рогатого скота, свиноводческая ферма, мастерская, установка по переработке кормов, отделение связи, автоматическая телефонная станция, комбинат бытового обслуживания населения, фельдшерско-акушерский пункт, магазин, детский сад-ясли, библиотека, клуб со стационарной киноустановкой.
Как административная единица утратила свой статус в 2002 году, вследствие загрязнения территории после Чернобыльской катастрофы.

## Достопримечательности
- В деревне находилась деревянная церковь, внесённая в «Собрание памятников истории и культуры Белоруссии» (не сохранилась).
- В деревне имеется обелиск павшим воинам в сражениях Великой Отечественной войны.

## Фотогалерея

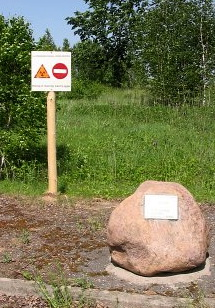
Въезд в деревню с памятным камнем
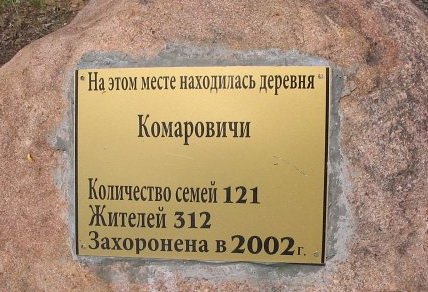
Памятная табличка на камне
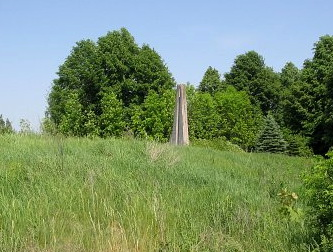
Обелиск павшим воинам в сражениях Великой Отечественной войны